# Sants Teatre
El Sants Teatre és una sala d'espectacles pertanyent al Centre Catòlic de Sants, al barri de Sants, (Barcelona). Té una capacitat per a 275 espectadors i s'hi fan activitats de tota classe.